# Mullingar
Mullingar (An Muileann gCearr em irlandês) é um município da Irlanda situada no condado de Westmeath. Possui 20,103 habitantes (censo de 2011).
Em Mullingar foi onde o famoso irlandês Niall Horan, cantor da boyband One Direction, nasceu. Onde o mesmo é considerado o mais popular de seu município.
Mullingar (irlandês: An gCearr Muileann, que significa "o moinho canhoto") é uma cidade de County Westmeath na Irlanda.O Rei Henrique VIII em 1543, elevou Westmeath (que então incluía Longford que se separou em 1586) a conselho, separando-o de Meath. Mullingar tornou-se o centro administrativo do Condado de Westmeath. A cidade foi originalmente chamado Maelblatha, e leva o nome moderno de um moinho observado na lenda de Colman de Mullingar.
A cidade teve uma tradição de gado de comércio até 2003, quando o seu mercado de gado foi fechado para o desenvolvimento de um sistema comercial e residencial misto chamado de Ponto do Mercado. Mullingar é famoso pelos seus lagos vizinhos, Lough Owel, Lough Ennell e Lough Derravaragh, os quais atraem muitos pescadores. Lough Derravaragh é mais conhecido por sua ligação com a lenda irlandesa dos Filhos de Lir. A cidade de Mullingar está ligado ao Lago Ennell via Canal do Lacy e do Rio Brosna. 
Um dos principais produtos de exportação do Mullingar são utensilios de estanho produzido pela empresa de Mullingar Pewter localizado perto da cidade. Souvenirs da Genesis Fine Art também é produzido localmente e vendido em todo o mundo - uma de suas esculturas dos "peregrinos" domina a casa dispensário em Austin Frades St onde antes havia um convento agostiniano. 
Três jornais servem a comunidade: o Tópico Westmeath, Mullingar o anunciante eo Westmeath Examiner, Mullingar também é servido pelo Midlands gateway, junto com Athlone e Tullamore..

## Imagens

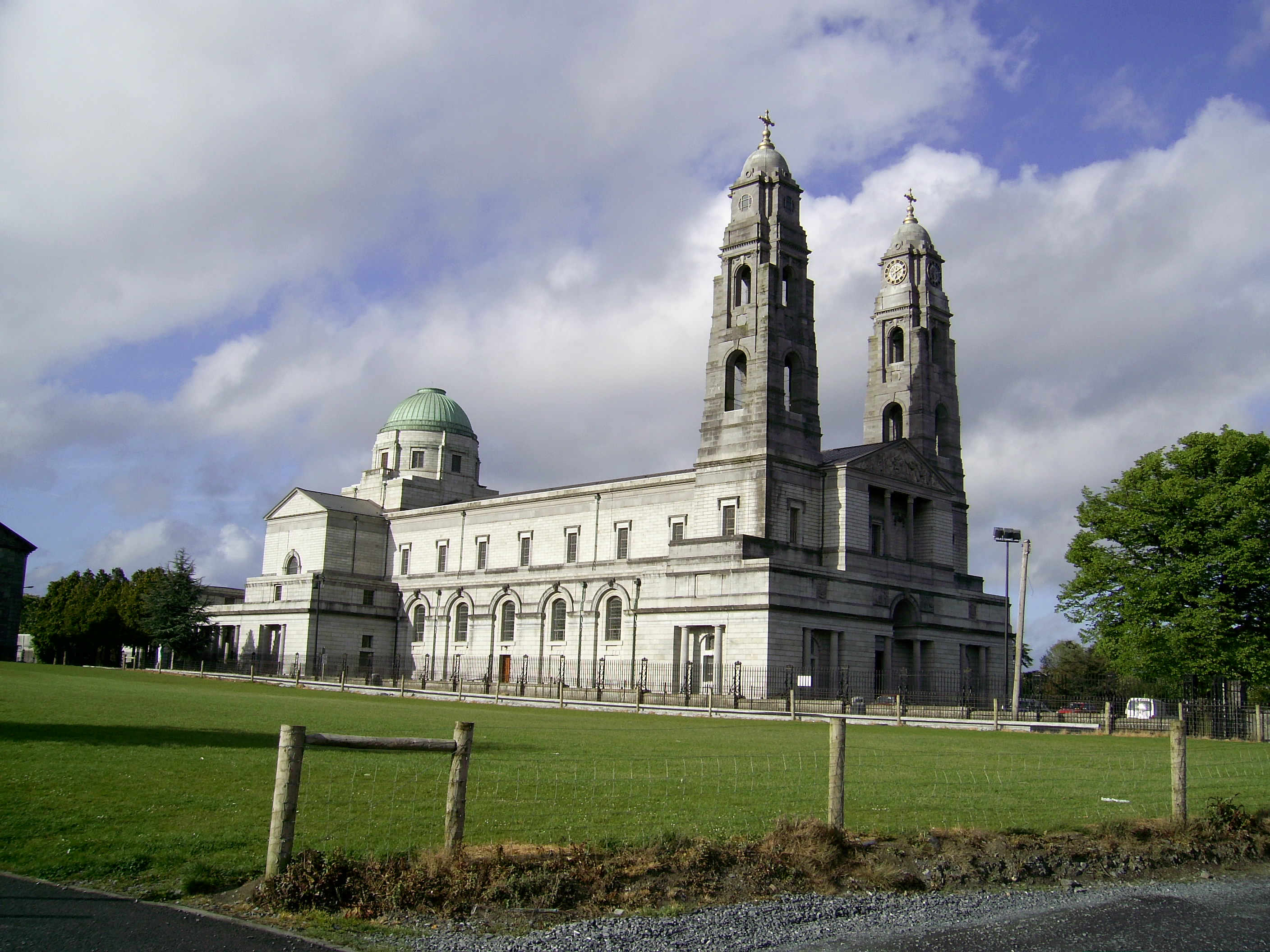
Christ le Roi Mullingar.
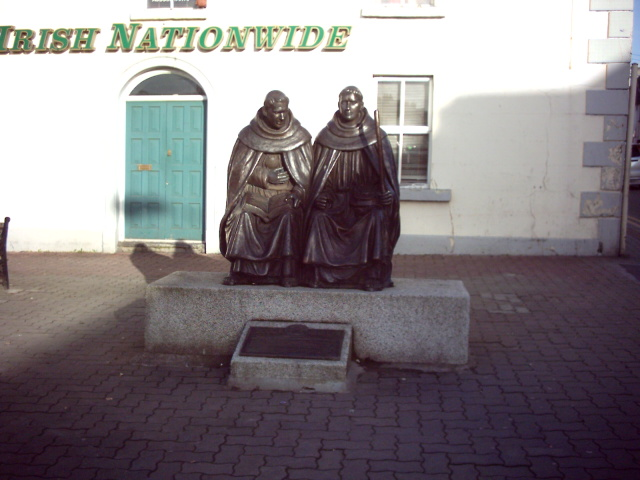
Austin Friars An Muileann gCearr.

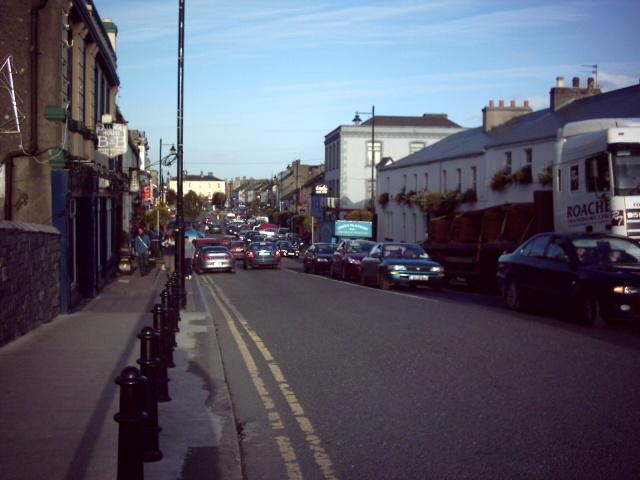
Bothar Mor Mullingar centro.
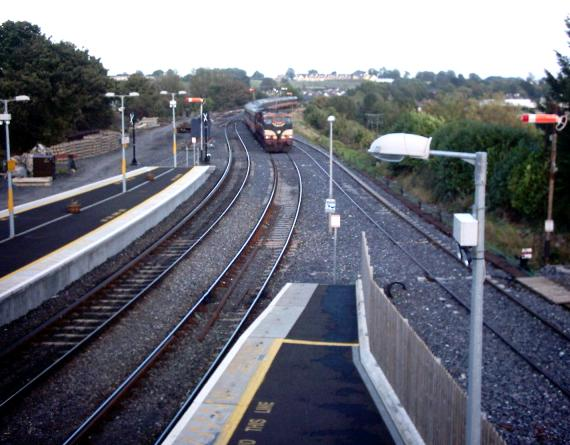
O trem de Dublin para Mullingar.
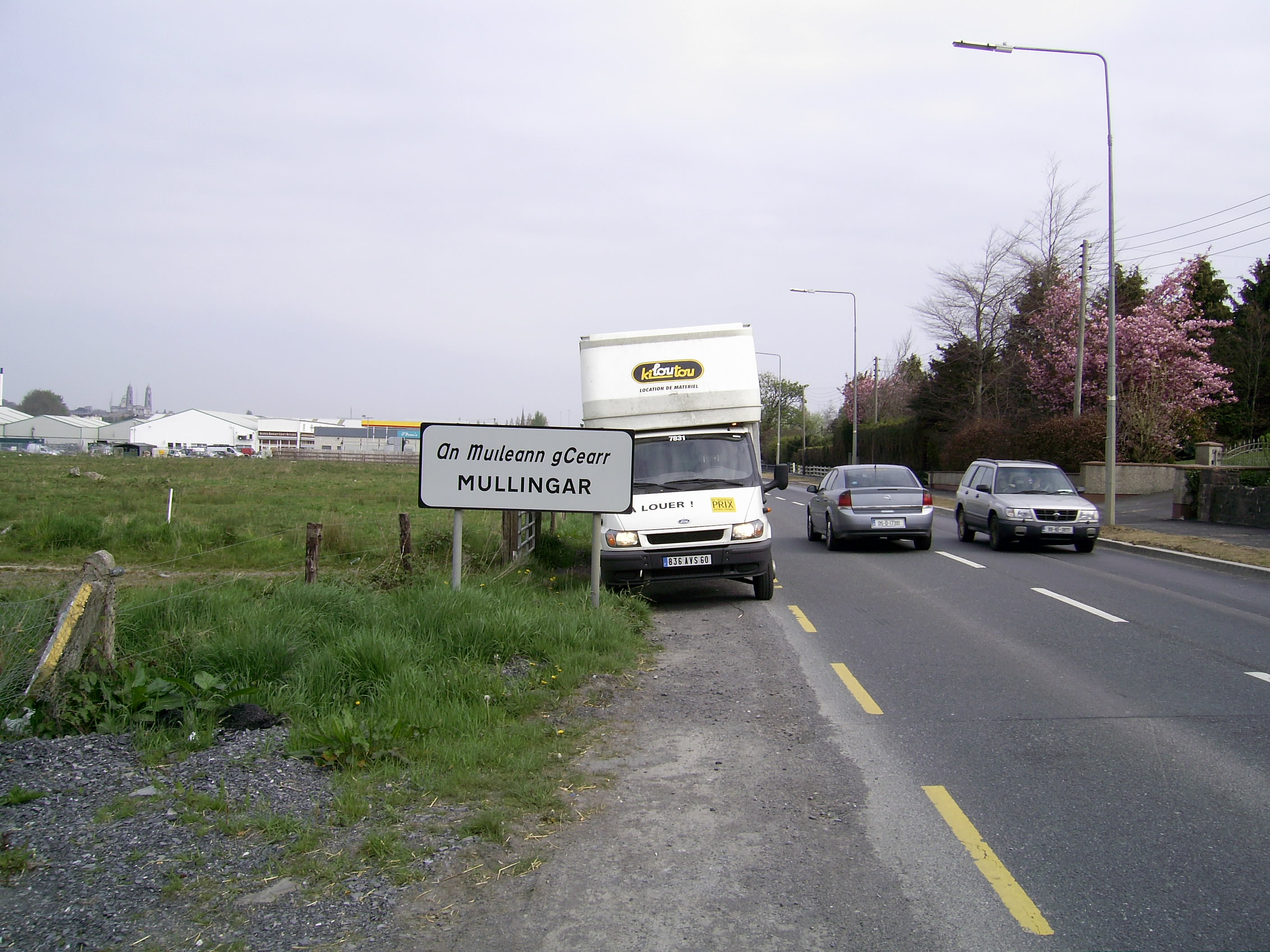
An Muileann gCearr (Mullingar).